# Xedreota tuberculata
Xedreota tuberculata är en insektsart som beskrevs av Henry Fairfield Osborn 1938. Xedreota tuberculata ingår i släktet Xedreota och familjen dvärgstritar. Inga underarter finns listade i Catalogue of Life.